# Blondelia breviceps
Blondelia breviceps là một loài ruồi trong họ Tachinidae.